# Dodge Attitude
Beim Dodge Attitude handelt es sich um ein in bisher in drei Modellgenerationen angebotener Personenkraftwagen der Kompaktklasse. Die Fahrzeugteile der ersten beiden Generationen entstammen der Produktion der südkoreanischen Hyundai Motor Company und sind baugleich mit denen des Hyundai Accent der dritten und vierten Generation. Die dritte Generation basiert auf dem Mitsubishi Attrage, die vierte Generation auf dem GAC Trumpchi Empow. Die Montage des Modells führt Dodge in seinem eigenen Werk bei Chihuahua mittels CKD-Bausätzen durch. Erhältlich ist das Modell im Badge-Engineering unter der Marke Dodge bisher ausschließlich in Mexiko.
Das Modell gilt als Nachfolger des Dodge Verna.

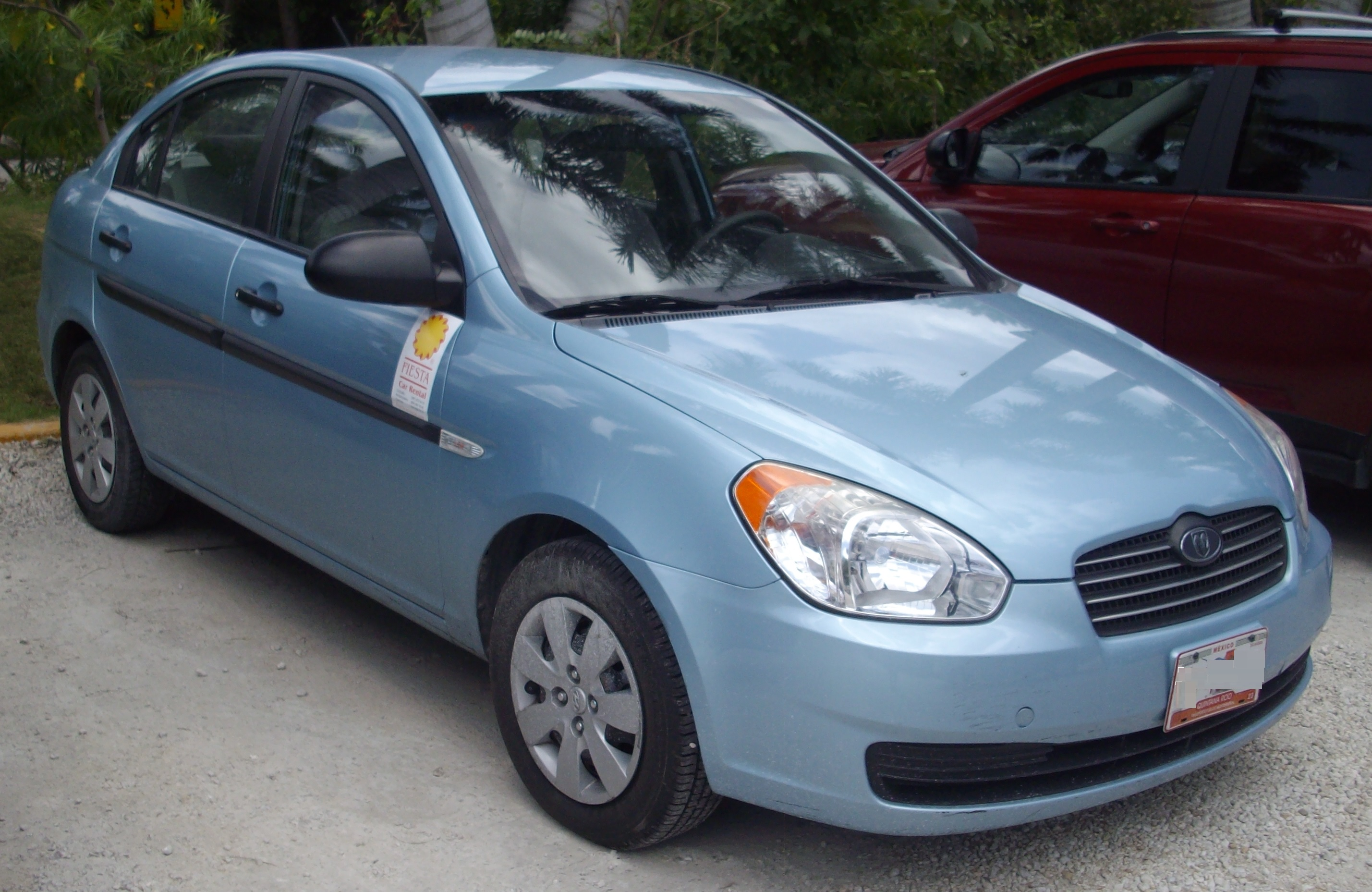
1. Generation 03/2006 bis 04/2010
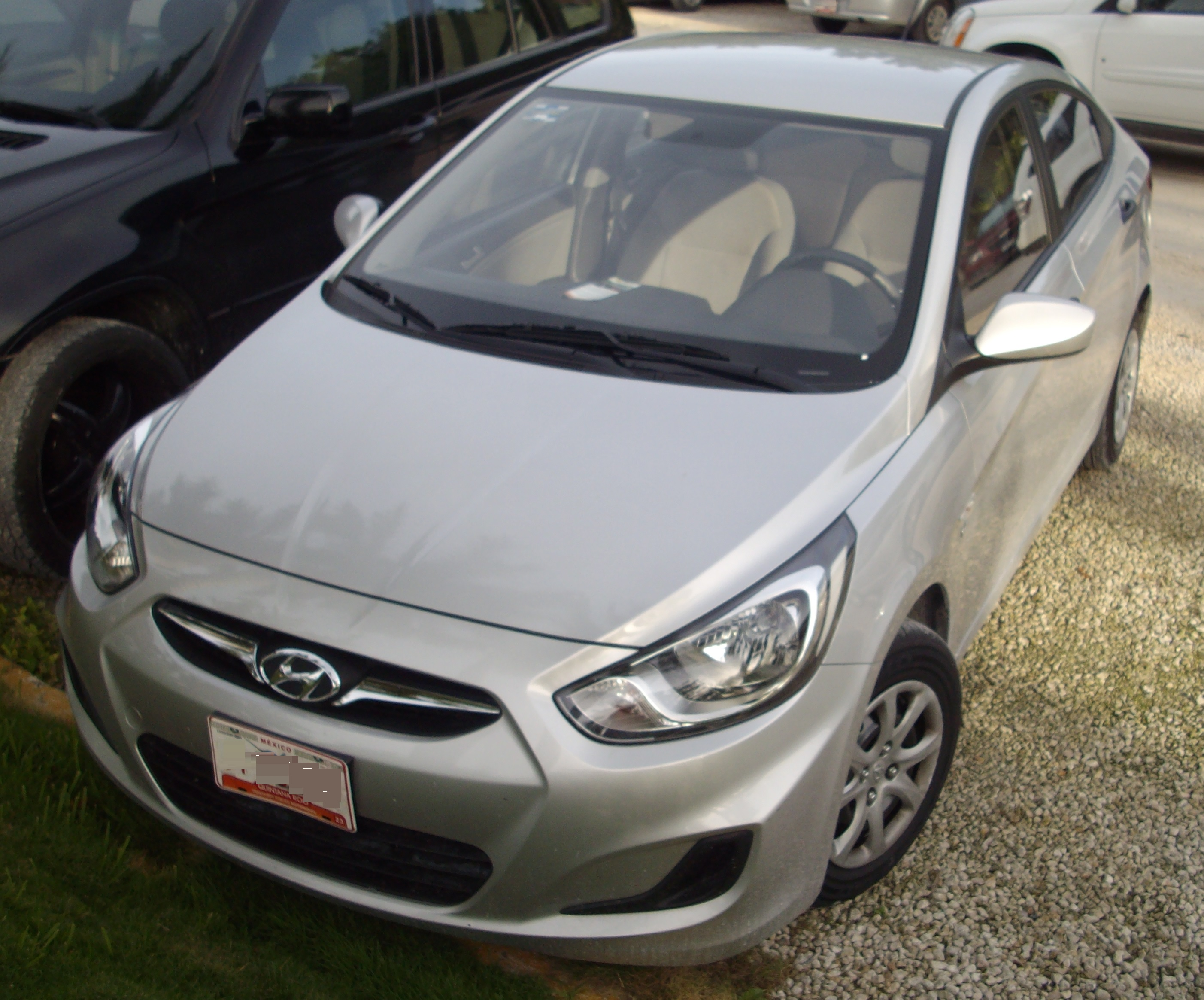
2. Generation 05/2011 bis 12/2014
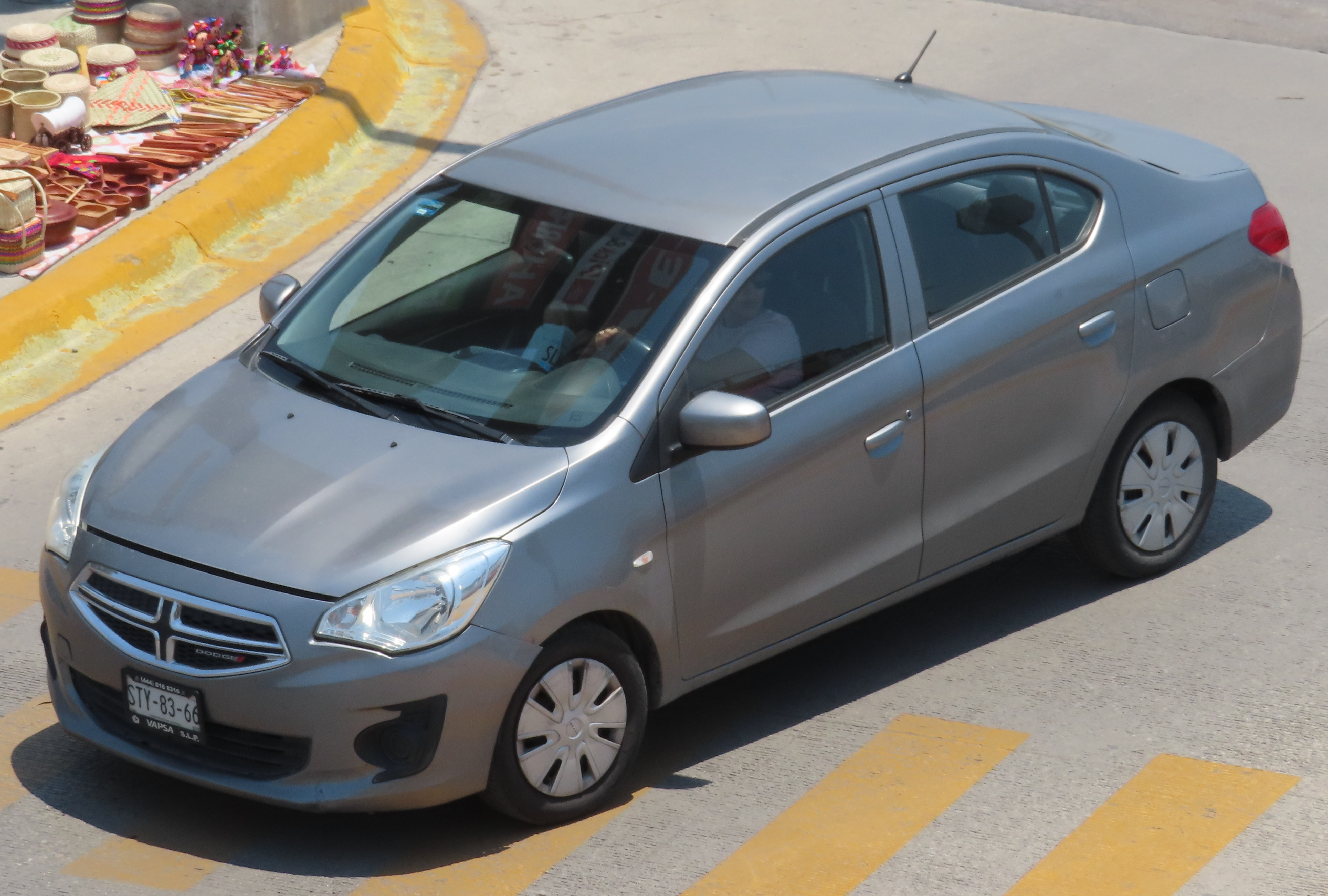
3. Generation 01/2015 bis 08/2024
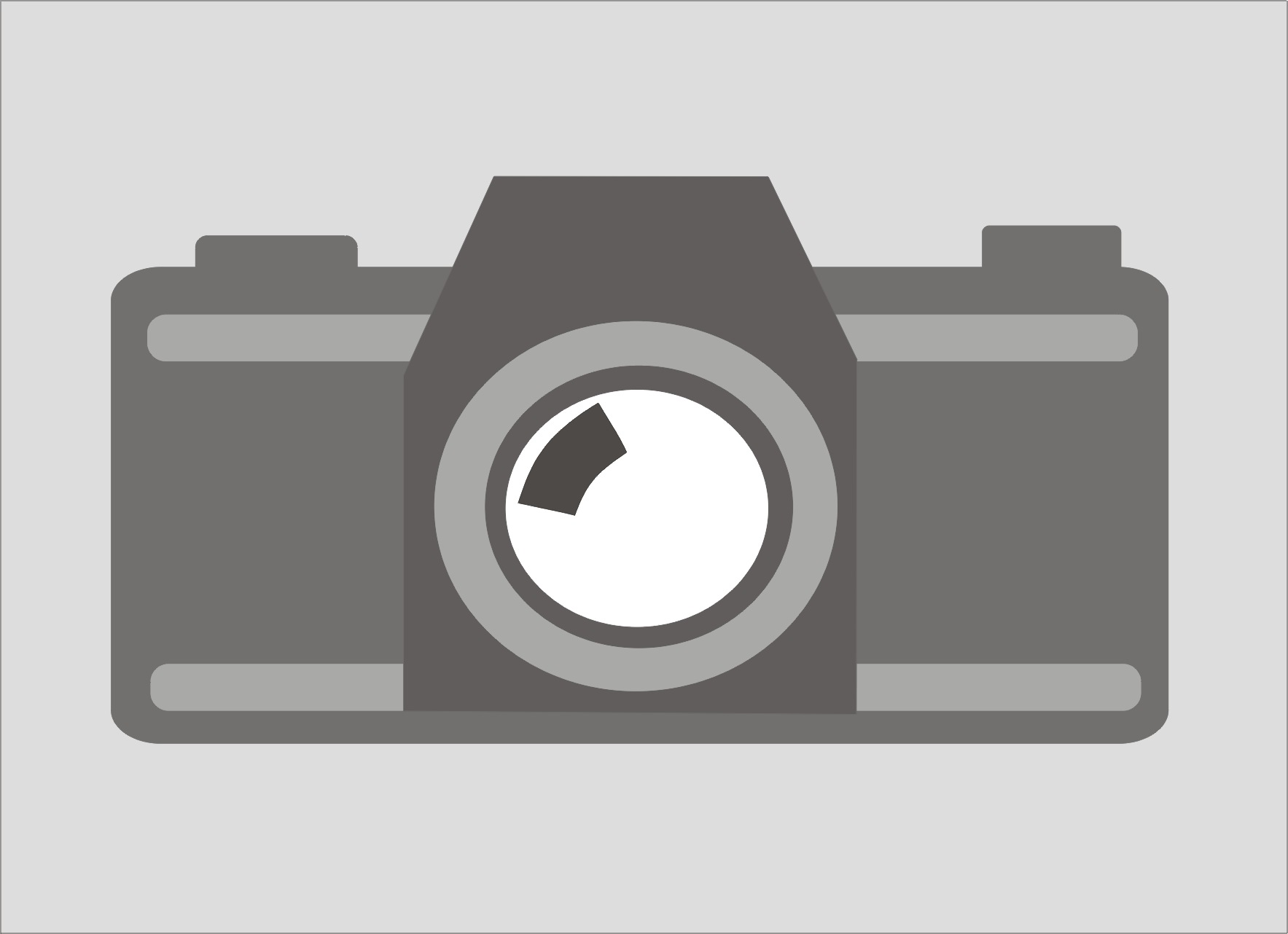
4. Generation seit 08/2024